# Nilgiris (Distrikt)
Der Distrikt Nilgiris (Tamil: நீலகிரி மாவட்டம்) ist ein Distrikt des indischen Bundesstaates Tamil Nadu. Er liegt in den Nilgiri-Bergen im Westen Tamil Nadus. Verwaltungszentrum des Distrikts ist die Stadt Udagamandalam (Ooty). Der Distrikt hatte bei der Volkszählung 2011 eine Fläche von 2.565 Quadratkilometern und rund 740.000 Einwohner.

## Geografie

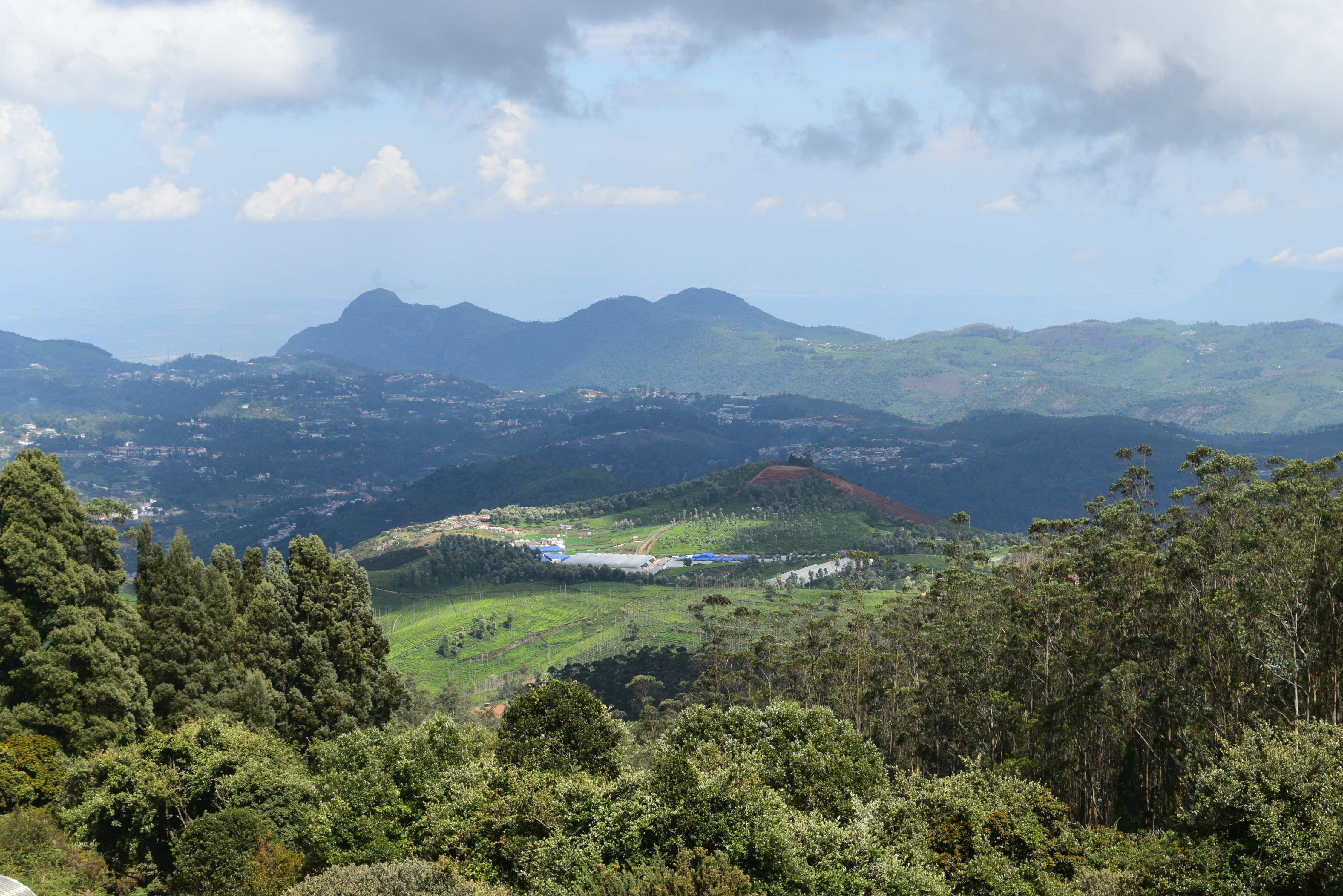
Landschaft in den Nilgiri-Bergen (Blick vom Doddabetta)

Der Distrikt Nilgiris liegt im Westen Tamil Nadus an der Grenze zu den Bundesstaaten Kerala und Karnataka. Nachbardistrikte sind Erode im Osten, Coimbatore im Süden (beide zu Tamil Nadu), Palakkad im Süden, Malappuram im Südwesten, Wayanad im Nordwesten (alle Kerala) sowie Chamarajanagar (Karnataka) im Norden.
Die Fläche des Distrikts Nilgiris beträgt 2.565 Quadratkilometer. Der Distrikt umfasst den größten Teil der namensgebenden Nilgiri-Berge. Das Distriktgebiet liegt auf einer Höhe zwischen rund 900 bis 2.637 Metern. Die höchste Erhebung der Nilgiri-Berge und zugleich ganz Tamil Nadus ist der 2.637 Meter hohe Berg Doddabetta. Einen Großteil des Distriktgebiets nimmt ein über 2.000 Meter hohes, nach Süden und Osten hin steil abfallendes Plateau ein. Hier liegt auch die Distrikthauptstadt Udagamandalam (anglisiert Ootacamund, meist kurz Ooty). Der nordwestliche Teil um Gudalur liegt niedriger und ist landschaftlich eher der Region Wayanad zuzurechnen.
Durch die Höhenlage herrscht im Distrikt Nilgiris ein subtropisches Gebirgsklima vor. Die Jahresmitteltemperatur in Udhagamandalam beträgt 14,4 °C und ist somit deutlich kühler als im Flachland Tamil Nadus. Die Temperaturen unterliegen im Jahresverlauf nur geringen Schwankungen. Die Niederschlagsverhältnisse werden dagegen maßgeblich vom Monsun geprägt. Das Jahresmittel des Niederschlages liegt bei 1.847 mm. Dabei empfangen die Nilgiri-Berge sowohl während des Südwestmonsuns zwischen Juni und September als auch während des Nordostmonsuns zwischen Oktober und November Niederschläge.

## Geschichte

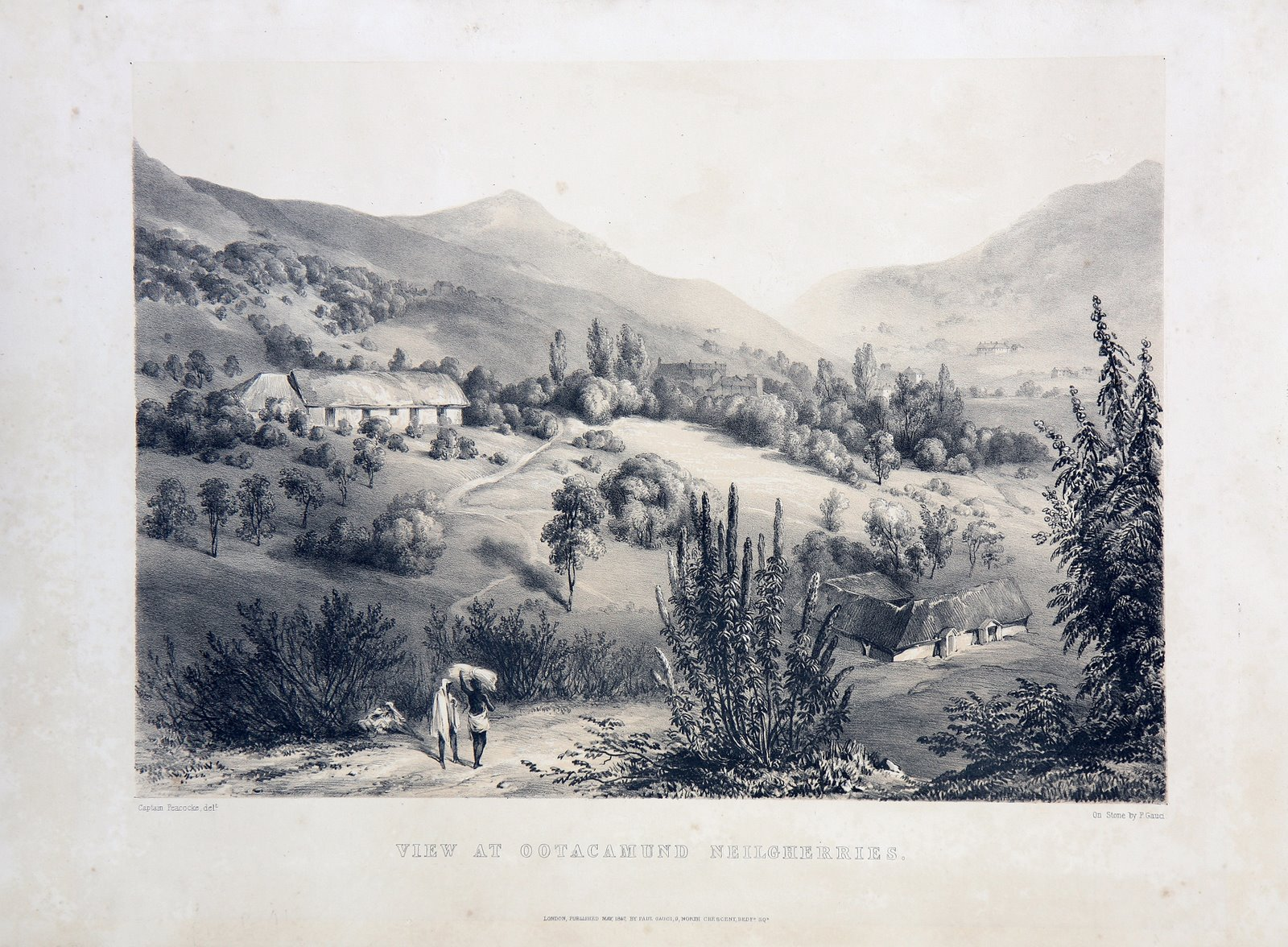
Ansicht der Nilgiri-Berge (um 1840)

Die Nilgiri-Berge kamen 1799 nach der Niederlage Tipu Sultans im Vierten Mysore-Krieg unter die Herrschaft der Britischen Ostindien-Kompanie. Das Gebiet wurde als Teil des Distrikts Coimbatore in die Provinz Madras eingegliedert. Während der britischen Kolonialzeit erlebten die zuvor sehr abgelegenen und von isolierten Stammesvölkern bewohnten Nilgiri-Berge eine starke Entwicklung. Wegen des kühlen Klimas entdeckten die Briten die Nilgiri-Berge als Sommerfrische (Hill Station), an dem sie der Hitze des Flachlandes entfliehen konnten. Während der heißen Jahreszeit diente Udagamandalam (Ootacamund) als Sommerhauptstadt der Präsidentschaft Madras. Außerdem führten die Briten den Teeanbau ein, der durch die Transformation der Landschaft in Plantagen zu einem starken ökologischen Wandel führte und durch die Einwanderung von Plantagenarbeitern aus dem Flachland die Demografie der Nilgiri-Berge grundlegend veränderte. Unter Gouverneur Lord Elphinstone wurde ab 1837 auch mit dem Kaffeeanbau begonnen. Im August 1868 wurde der Distrikt Nilgiris durch Abspaltung vom Distrikt Coimbatore gebildet. 1899 wurde die Nilgiri-Bergeisenbahn eröffnet. Nach der indischen Unabhängigkeit kam der Distrikt Nilgiris im Zuge des States Reorganisation Act 1956 an den nach der Sprachgrenze des Tamil neuformierten Bundesstaat Madras, der 1969 in Tamil Nadu umbenannt wurde.

## Bevölkerung

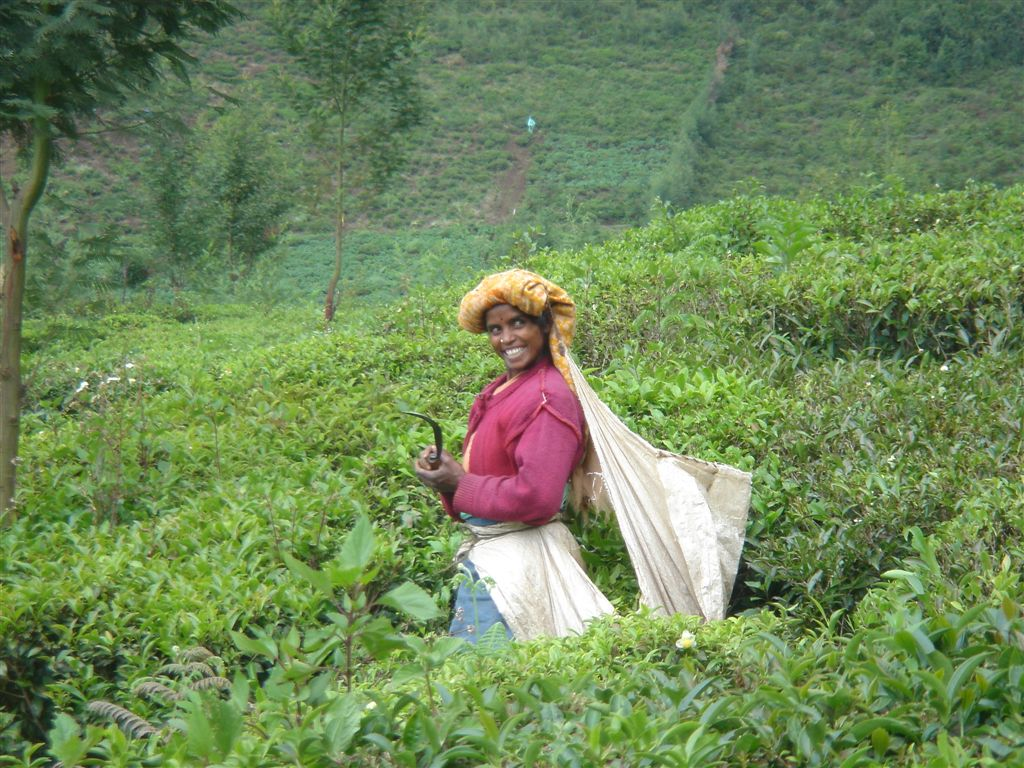
Teepflückerin in den Nilgiris

Wegen seiner Lage in den Bergen ist der Distrikt Nilgiris verhältnismäßig dünn besiedelt. Bei der indischen Volkszählung 2011 hatte der Distrikt 735.394 Einwohner. Gemessen an der Einwohnerzahl war der Distrikt Nilgiris nach Perambalur der zweitkleinste Distrikt Tamil Nadus. Die Bevölkerungsdichte war mit 287 Einwohnern pro Quadratkilometern die niedrigste des Bundesstaates und lag deutlich unter dem Mittelwert Tamil Nadus (555 Einwohner pro Quadratkilometer). Als eine der wenigen Regionen Indiens verzeichnete der Distrikt eine negative Bevölkerungsentwicklung: Zwischen 2001 und 2011 schrumpfte die Bevölkerung um 3,5 Prozent. 59 Prozent der Einwohner des Distrikts lebten im Jahr 2011 in Städten. Der Urbanisierungsgrad war damit höher als der Durchschnitt Tamil Nadus (48 Prozent). Die Alphabetisierungsquote lag mit 85 Prozent über dem Durchschnitt Tamil Nadus (80 Prozent).
Ursprünglich wurden die Nilgiri-Berge von den indigenen Völkern (vgl. Adivasi) der Badaga, Irula, Kurumba, Toda und Kota besiedelt. Durch die Zuwanderung von Tamilen aus dem Flachland ist die indigene Bevölkerung zur Minderheit geworden. Die Badaga stellen die größte indigene Gruppe dar und machen immer noch einen nennenswerten Anteil an der Bevölkerung aus. Im Gegensatz zu den anderen indigenen Völkern werden sie aber von Seiten der indischen Regierung nicht als Angehörige der Stammesbevölkerung (Scheduled Tribes) anerkannt und kommen so nicht in den Genuss bestimmter Vorrechte. Die übrigen indigenen Völker zählen jeweils nur wenige Tausend Angehörige. Nach der Volkszählung 2011 lebten im Distrikt Nilgiris insgesamt 33.000 Angehörige der Scheduled Tribes, was 4,5 Prozent der Distriktbevölkerung entsprach. Unter der nicht-indigenen Bevölkerung sind besonders viele Dalits (Kastenlose). Der Anteil der Angehörigen der registrierten unterprivilegierten Kasten (Scheduled Castes) war mit 32 Prozent (Volkszählung 2011) deutlich höher als im Durchschnitt Tamil Nadus (20 Prozent).
Die Hauptsprache im Distrikt Nilgiris ist wie in ganz Tamil Nadu das Tamil, daneben ist aber auch eine Vielzahl anderer Sprachen verbreitet. Bei der Volkszählung 2001 sprachen 50 Prozent der Distriktbevölkerung Tamil als Muttersprache. 25 Prozent der Einwohner des Distrikts wurden als Sprecher des Kannada, der Sprache des Nachbarbundesstaates Karnataka, verzeichnet. Dabei handelte es sich aber mehrheitlich um Sprecher des vom gleichnamigen Volk gesprochenen Badaga, das nah mit dem Kannada verwandt ist und in den offiziellen Statistiken unter den Zahlen für Kannada subsumiert wird. Malayalam, die Sprache des Nachbarbundesstaates Kerala, wurde von 17 Prozent der Distriktbevölkerung als Muttersprache gesprochen. Die Malayalam-Sprecher konzentrieren sich vor allem auf den Nordwestteil des Distrikts (Taluks Panthalur und Gudalur). Weitere 4 Prozent sprachen Telugu und 1,5 Prozent Urdu. Unter der indigenen Bevölkerung ist außerdem eine reihe kleinerer Sprachen verbreitet, deren Namen mit der Bezeichnung für die jeweilige Ethnie identisch sind: Irula, Kurumba, Toda und Kota. Diese Sprachen haben nur wenige Tausend Sprecher und sind akut vom Sprachtod gefährdet.
Unter den Einwohnern des Distrikts Nilgiris stellten Hindus bei der Volkszählung 2011 mit 77 Prozent die Mehrheit. Daneben gab es größere Minderheiten von Christen (12 Prozent) und Muslimen (11 Prozent).

## Wirtschaft und Infrastruktur

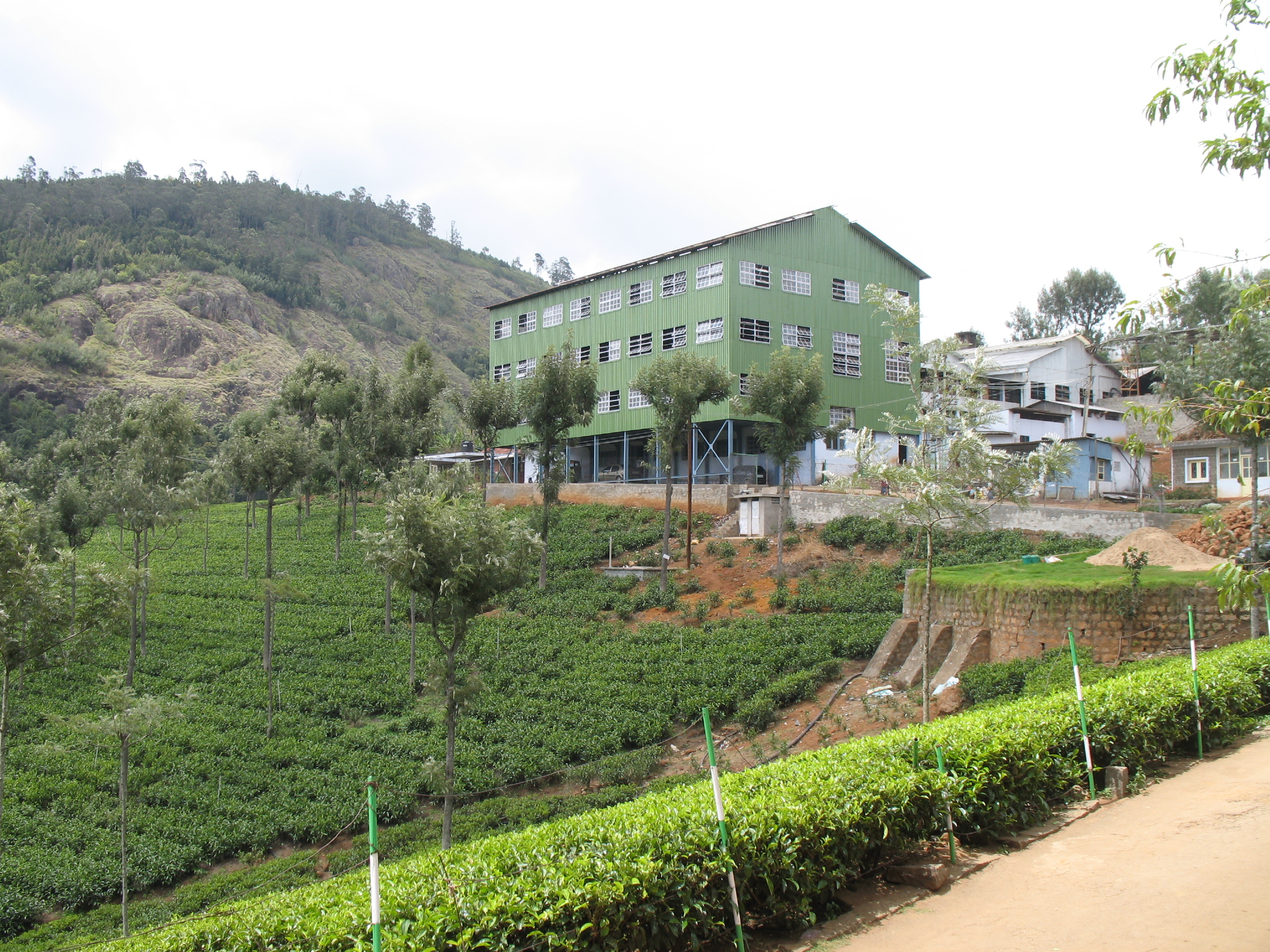
Teeplantage und -fabrik in den Nilgiris

Hauptwirtschaftsfaktor des Distrikts Nilgiris sind Teeanbau und Fremdenverkehr. Die Nilgiri-Berge sind das wichtigste Teeanbaugebiet Südindiens, auch wenn der hier produzierte Nilgiri-Tee auf dem Weltmarkt kaum Bedeutung hat. Vor allem in den Sommermonaten ziehen die Nilgiris wegen ihrer natürlichen Schönheit und des durch die Höhenlage angenehm kühlen Klimas zahlreiche Reisende, hauptsächlich Inlandstouristen, an. Insbesondere Udagamandalam erfreut sich großer Beliebtheit und ist neben Kodaikanal in den Palani-Bergen der beliebteste Bergort (Hill Station) Tamil Nadus. Im Jahr 2011 wurde Udagamandalam von 7,7 Millionen Touristen besucht. Die Hauptsaison ist die heiße Jahreszeit zwischen April und Juni, wenn viele Inlandstouristen der Hitze in den Ebenen in die kühleren Berggegenden entfliehen.
In der Landwirtschaft ist vor allem der Gartenbau von Bedeutung, der im Bergland meist auf Terrassen, manchmal aber auch direkt an den Berghängen betrieben wird. In klimatisch gemäßigteren höheren Lagen werden Tee, Kartoffeln, Kohl, Karotten, Bohnen, Pflaumen, Pfirsiche und Birnen angebaut, in den mittleren Lagen Kaffee und Orangen und in den niedrig gelegenen Lagen tropische Gewächse wie Gewürznelken, Muskatnüsse, Pfeffer, Ingwer und Früchte wie Durian, Litschi, Rambutan und Mango.
Der Distrikt Nilgiris ist durch die Nilgiri Mountain Railway an das Eisenbahnnetz angeschlossen.

## Verwaltungsgliederung

### Taluks
Der Distrikt Nilgiris war 2022 in sechs Taluks unterteilt.
| Taluk         | Hauptort      | Einwohner (2011) |
| ------------- | ------------- | ---------------- |
| Coonoor       | Coonoor       | 157.744          |
| Gudalur       | Gudalur       | 104.768          |
| Kotagiri      | Kotagiri      | 108.684          |
| Kundah        | Kundah        | 046.307          |
| Panthalur     | Nelliyalam    | 125.931          |
| Udagamandalam | Udagamandalam | 191.960          |

### Städtische Siedlungen
Im Distrikt Nilgiris gab es 2011 vier Städte mit eigener Stadtverwaltung (Municipalities), elf nach dem Panchayat-System verwaltete Kleinstädte (Town Panchayats), eine Garnisonsstadt (Cantonment) und zwei Zensusstädte (Census Towns). Angegeben ist die Einwohnerzahl nach der Volkszählung 2011.
Municipalities
- Coonoor (45.494)
- Gudalur (49.535)
- Nelliyalam (44.590)
- Udagamandalam (88.430)

Town Panchayats
- Adikaratti (14.178)
- Bikketti (5.864)
- Devarshola (24.954)
- Huligal (12.960)
- Jagathala (14.383)
- Kethi (23.229)
- Kilkunda (8.886)
- Kotagiri (28.207)
- Naduvattam (8.505)
- O' Valley (21.943)
- Sholur (9.745)

Cantonment
- Wellington (19.462)

Zensusstädte
- Aravankad (4.438)
- Hubbathala (10.852)

## Besonderheiten

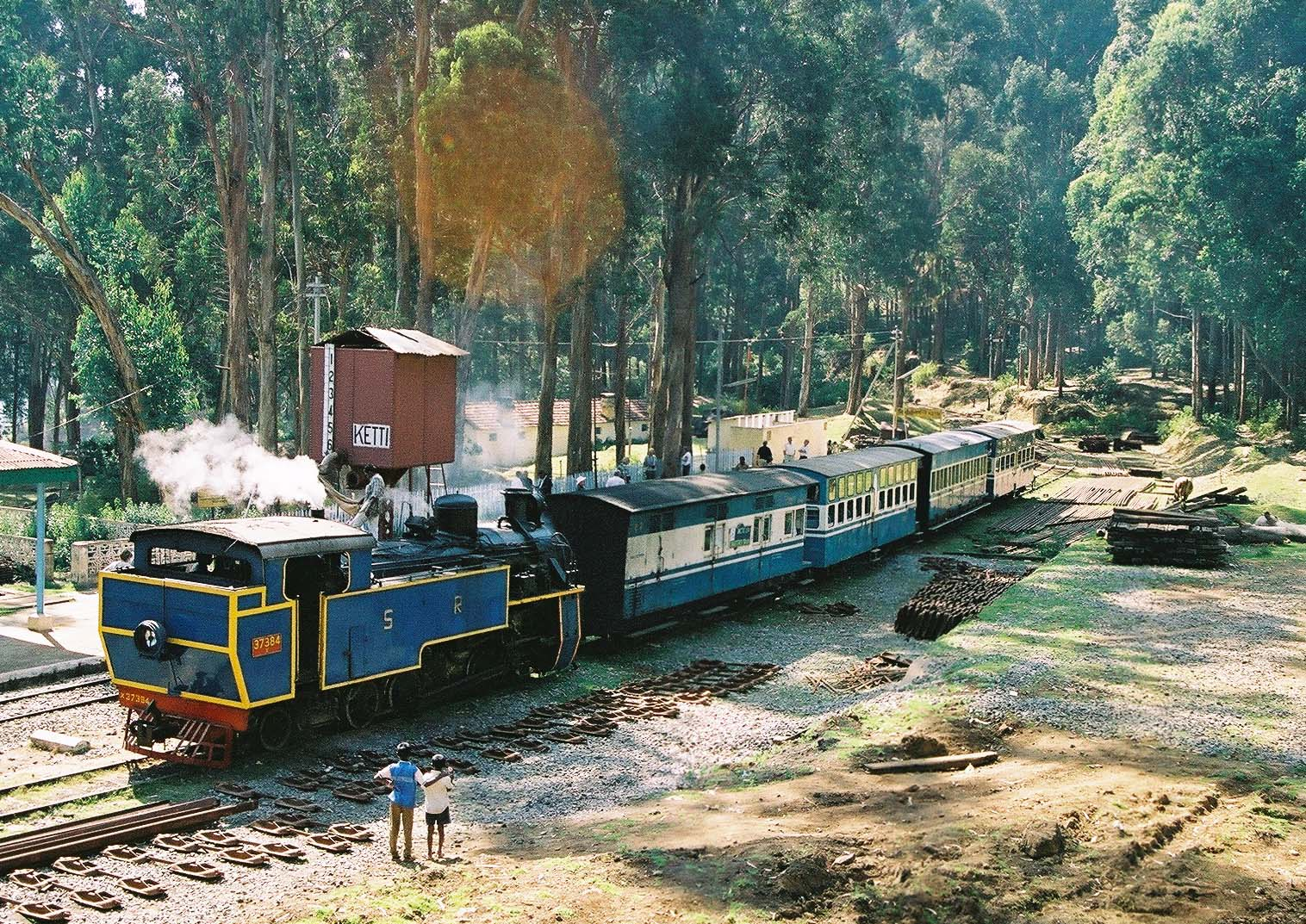
Nilgiri-Bergeisenbahn

Im Distrikt befinden sich drei ehemalige hill stations: Ooty (Udagamandalam), das 19 Kilometer von Ooty entfernt gelegene Coonoor und das 31 Kilometer von Ooty entfernte Kotagiri. Die Distrikthauptstadt Udagamandalam ist mit Mettupalayam, wo Anschluss an das übrige Eisenbahnnetz von Tamil Nadu besteht, durch die Nilgiri-Bergeisenbahn, eine 46 Kilometer lange Schmalspur- und Zahnradbahn verbunden. Die Bahnstrecke mit zahlreichen Tunneln und Brücken führt durch eine schöne abwechslungsreiche Berglandschaft, vorbei an Wasserfällen, Kliffen, Teeplantagen etc. Die Züge überwinden auf Strecke eine Höhendifferenz von rund 2.000 Metern. Die historische Bergeisenbahn wird bis heute mit Dampflokomotiven betrieben und ist dank der pittoresken Streckenführung eine beliebte Touristenattraktion. Seit 2005 gehört sie zusammen mit zwei anderen Gebirgseisenbahnen in Indien zur Liste des UNESCO-Weltkulturerbes.
Das Mudumalai-Tigerreservat im Dreiländereck der Bundesstaaten Tamil Nadu, Kerala und Karnataka liegt teilweise im Gebiet des Distrikts.